# DecembeRadio (álbum)
DecembeRadio é o terceiro álbum de estúdio da banda DecembeRadio, lançado a 27 de Junho de 2006.
O disco possui um som de guitarras que foi comparado a The Black Crowes, King's X, Aerosmith e Free. O álbum foi nomeado para os Grammy Award na categoria "Best Rock or Rap Gospel Album", e ainda ganhou em 2007 um Dove Awards na categoria "Rock Album of the Year".
O disco vendeu perto de 50 mil cópias.
| Críticas profissionais                                                      | Críticas profissionais |
| Avaliações da crítica                                                       | Avaliações da crítica  |
| Fonte                                                                       | Avaliação              |
| --------------------------------------------------------------------------- | ---------------------- |
| About.com                                                                   | [ 5 ]                  |
| allmusic                                                                    | [ 6 ]                  |
| Christian Music Review                                                      | [ 7 ]                  |
| CCM Magazine                                                                | (A)                    |
| Christianity Today                                                          | [ 9 ]                  |
| Cross Rhythms                                                               | [ 10 ]                 |
| Jesus Freak Hideout                                                         | [ 11 ]                 |
| The Phantom Tollbooth                                                       | [ 12 ]                 |
| The Phantom Tollbooth                                                       | (sem nota)             |
| Wise Men Promotions                                                         | (3/5)                  |
| Esta tabela precisa de ser acompanhada por texto em prosa. Consulte o guia. |                        |

## Faixas
Todas as faixas por Brian Bunn, Eric Miker, Josh Reedy e Scotty Wilbanks, exceto onde anotado.
1. "Can't Hide" – 3:25
2. "Dangerous" – 4:07
3. "Love Found Me (Love's Got a Hold)" – 3:38
4. "Greed" – 4:26
5. "Drifter" (Bunn, Miker, Reedy) – 4:39
6. "Live and Breathe" – 3:37
7. "Alright My Friend" – 4:30
8. "Razor" – 4:00
9. "Table" – 4:12
10. "Least of These" – 4:33

## Tabelas

### Álbum
| Ano  | Tabela                                       | Posição |
| ---- | -------------------------------------------- | ------- |
| 2008 | U.S. Top Heatseekers                         | 48      |
| 2008 | U.S. Billboard Top Christian & Gospel Albums | 38      |
| 2008 | U.S. Top Christian Albums                    | 33      |

### Singles
| Ano  | Single    | Tabela                                          | Posição |
| ---- | --------- | ----------------------------------------------- | ------- |
| 2006 | "Drifter" | U.S. Billboard Hot Christian Songs              | 5       |
| 2007 | "Drifter" | U.S. Billboard Hot Christian Adult Contemporary | 18      |

## Créditos
- Brian Bunn – Guitarra, vocal
- Boone Daughdrill – Bateria
- Eric Miker – Guitarra, vocal
- Josh Reedy – Baixo, vocal